# Sindrome da alienazione genitoriale
La sindrome da alienazione genitoriale (in inglese Parental Alienation Syndrome o PAS, erroneamente sindrome da alienazione parentale) è una controversa dinamica psicologica disfunzionale elaborata dal medico statunitense Richard Gardner, secondo il quale essa insorgerebbe nei figli minori coinvolti in contesti di separazione e divorzio dei genitori, definiti conflittuali, in particolare nei procedimenti giudiziari per l'affidamento.
La PAS, teoria utilizzata in genere per forzare l'affidamento a entrambi i genitori in caso di separazione dei coniugi, non è riconosciuta come un disturbo mentale dalla comunità scientifica ed è oggetto di dibattito politico e giuridico fin dalla sua prima elaborazione.
Negli Stati Uniti – e altrove – un dibattito a latere della PAS tentò di introdurre un concetto di nuova elaborazione, il disturbo da alienazione genitoriale o PAD, proposto da William Bernet al fine di agevolare - invano - l'accettazione della PAS nella quinta edizione del Manuale diagnostico e statistico dei disturbi mentali (DSM V).
In Italia una sentenza della corte di cassazione del 24 marzo 2022 esclude la caratteristica di «scientificità» della PAS, con esso stabilendo anche il principio che il benessere del minore è prioritario alle istanze di affidamento congiunto, laddove non vi sia consenso dei genitori in tal senso. Già nel 2019 la Corte di Cassazione aveva stabilito che l’affido esclusivo di un minore a un genitore non poteva fondarsi solo sulla diagnosi di sindrome da alienazione parentale.

## Definizione e descrizione
Richard Gardner definisce la PAS come un disturbo che insorge normalmente nel contesto delle controversie per la custodia dei figli, definito in tre gradi, in ordine crescente di influenza, ciascuno da trattare con uno specifico approccio sia psicologico sia legale.
Ancora, secondo Gardner, la PAS sarebbe frutto di una supposta «programmazione» dei figli da parte di un genitore patologico (genitore cosiddetto «alienante»), sorta di lavaggio del cervello che porterebbe i figli a perdere il contatto con la realtà degli affetti, e a esibire astio e disprezzo ingiustificato e continuo verso l'altro genitore (genitore cosiddetto «alienato»).
Le tecniche di «programmazione» del genitore «alienante» comprenderebbero l'uso di espressioni denigratorie riferite all'altro genitore, false accuse di trascuratezza nei confronti del figlio, violenza o abuso (nei casi peggiori, anche abuso sessuale), la costruzione di una «realtà virtuale familiare» di terrore e vessazione che genererebbe, nei figli, profondi sentimenti di paura, diffidenza e odio verso il genitore «alienato».
I figli, quindi, si alleerebbero con il genitore «sofferente»; si mostrerebbero come contagiati da tale sofferenza e inizierebbero ad appoggiare la visione del genitore «alienante», mostrando ― in modo apparentemente autonomo ― astio, disprezzo e denigrazione verso il genitore «alienato».
Gardner sosteneva che tale «programmazione» distruggerebbe la relazione fra figli e genitore «alienato» in quanto i primi giungerebbero a rifiutare qualunque contatto, anche solamente telefonico, con quest'ultimo.
Perché si possa parlare di PAS è necessario tuttavia che detti sentimenti di astio, disprezzo o rifiuto non siano giustificati, giustificabili, o rintracciabili in reali mancanze, trascuratezze o addirittura violenze del genitore «alienato».
Gardner sosteneva che per valutare la presenza di PAS è necessario verificare i seguenti criteri:
1. il bambino riferisce l'abuso solo se spronato dal genitore che sostiene la denuncia;
2. esiste una contraddizione tra accusa del minore e presenza confortevole del genitore accusato;
3. c'è una partecipazione vivace e litigiosa del genitore che sostiene la denuncia;
4. nel minore è presente la tendenza a manipolare oppure presenta un evidente bisogno di compiacere.

Altri quattro criteri diagnostici sono stati identificati in seguito:
1. Difficoltà di transizione nel momento in cui il figlio si separa dal genitore alienante per trascorrere il periodo di visita con il genitore alienato;
2. Comportamento antagonistico o distruttivo durante le visite presso il genitore alienato;
3. Legame patologico o paranoide con il genitore alienante;
4. Legame forte e sano con il genitore alienato prima che intervenisse il processo di alienazione

### Sintomi
La teoria di Gardner suggerisce di basare la diagnosi di PAS anche dall'osservazione di otto presunti sintomi primari nel bambino:
1. la campagna di denigrazione, nella quale il bambino mima e scimmiotta i messaggi di disprezzo del genitore «alienante» verso quello «alienato». In una situazione normale ciascun genitore non permette che il bambino esibisca mancanza di rispetto e diffami l'altro. Nella PAS, invece, il genitore «alienante» non mette in discussione tale mancanza di rispetto, ma può addirittura arrivare a incoraggiarla;
2. la razionalizzazione debole dell'astio, per cui il bambino spiega le ragioni del suo disagio nel rapporto con il genitore alienato con motivazioni illogiche, insensate o, anche, solamente superficiali (esempi citati, «Alza sempre la voce quando mi dice di lavarmi i denti», oppure «Mi dice sempre “Non interrompere!”»);
3. la mancanza di ambivalenza, per la quale il genitore rifiutato è descritto dal bambino come «completamente negativo» laddove l'altro è visto come «completamente positivo»;
4. il fenomeno del pensatore indipendente indica la determinazione del bambino ad affermare di essere una persona che sa ragionare senza influenze e di aver elaborato da solo i termini della campagna di denigrazione senza input del genitore «alienante»;
5. l'appoggio automatico al genitore «alienante» è una presa di posizione del bambino sempre e solo a favore del genitore «alienante», qualsiasi genere di conflitto venga a crearsi;
6. l'assenza di senso di colpa, per il quale tutte le espressioni di disprezzo nei confronti del genitore «alienato» trovino giustificazione nel fatto di essere meritate, sorta di «giusta punizione»;
7. gli scenari presi a prestito, ovvero affermazioni che non possono ragionevolmente provenire direttamente dal bambino, quali ad esempio l'uso di frasi, parole, espressioni o la citazione di situazioni normalmente non patrimonio di un bambino di quell'età per descrivere le colpe del genitore escluso;
8. infine, l'estensione delle ostilità alla famiglia allargata del genitore rifiutato, che coinvolge, nell'alienazione, la famiglia, gli amici e le nuove relazioni affettive (una compagna o un compagno) del genitore rifiutato.

## Implausibilità scientifica della PAS
Il DSM non riconosce la PAS: fino alla sua quarta edizione non fu mai menzionata e fu rifiutata anche nella quinta, del 2013, in ragione della sua ascientificità già evidenziata dal 1996 per assenza di dati a sostegno: Daniel Regier, portavoce del gruppo di lavoro che si occupò della stesura del manuale, dichiarò la mancanza di sufficienti prove scientifiche a sostegno dell'ammissione della PAS nel DSM.  La stessa APA (American Psychological Association) non ritiene che la PAS abbia alcuna validità.

## Critiche al concetto di PAS
Le teorie e i risultati delle ricerche di Gardner sull'argomento della sindrome da alienazione genitoriale sono oggetto di critica sia dal punto di vista legale sia sul piano strettamente clinico, in ragione della mancanza di validità e affidabilità scientifica.
In un articolo dell'autunno 2001 di Carol Bruch, docente di diritto presso la facoltà di Legge dell'Università della California a Davis, la PAS, «come è stata sviluppata e descritta da Richard Gardner» viene definita «senza logica né base scientifica»; nel 2003, la National District Attorneys Association (Associazione Nazionale dei Procuratori Distrettuali, l'equivalente del pubblico ministero nell'ordinamento giuridico italiano), con la firme di Erika R. Ragland e Hope Fields, pubblicò una informativa ai colleghi su come affrontare giuridicamente le questioni legate alla PAS; nella prima parte il nocciolo della trattazione riguarda il fatto che la PAS è una teoria non verificata la quale può comportare conseguenze a lungo termine sui bambini che cercano giustizia e protezione in tribunale, nella seconda parte, più orientata alla procedura in giudizio, si afferma che la PAS è una teoria senza prove in grado di minacciare l'integrità del sistema penale e la sicurezza dei bambini vittime di abusi.
I clinici Antonio Escudero, Lola Aguilar Redo e Julia de la Cruz Leiva, allo scopo di fare il punto sulle conoscenze scientifiche della PAS, hanno sostenuto che sull'argomento esiste uno scarsissimo numero di lavori scientifici; da qui la loro opinione circa una mancanza di rigore scientifico del concetto di PAS, intesa, affermano « [...] solo come un costrutto di natura argomentativa elaborato attraverso fallacie quali pensiero circolare, ragionamento per analogia, ricorso al principio di autorità, intendendo come tale il creatore del concetto stesso di PAS».
Ancora in Spagna, nel 2009 fu pubblicato un testo scritto dalla psicologa Consuelo Barea in collaborazione con la sua collega argentina Sonia Vaccaro; nel libro, El pretendido Síndrome de Alienación Parental ― un instrumento que perpetúa el maltrato y la violencia (pubblicato in Italia nel 2011 con il titolo PAS. Presunta sindrome di alienazione genitoriale), si sostiene che la PAS è un «costrutto pseudo-scientifico» che, utilizzato in ambito giudiziario, genera «situazioni di alto rischio per i minori e provoca un'involuzione nei diritti umani di bambine e bambini e delle madri che vogliono proteggerli».
Nel 2010, infine, la Asociación Española de Neuropsiquiatría si è espressa con una dichiarazione « [...] contro l'uso clinico e legale dell'espressione "Sindrome di Alienazione Genitoriale", e altre similari aventi lo stesso significato».
In tale pronunciamento la PAS è definita «un castello in aria» e si raccomanda agli iscritti di non utilizzarla in quanto mancante «di fondamento scientifico e presenta gravi rischi nella sua applicazione in tribunale».
Oltre alle affermazioni di cui sopra, anche i Centri Antiviolenza si sono espressi criticamente in merito alla PAS. In un comunicato stampa dell'ottobre 2012 l'Associazione Nazionale D.i.Re “Donne in Rete contro la violenza” che riunisce 80 Centri Antiviolenza, ha affermato che, nelle situazioni di maltrattamento, la diagnosi di PAS comporterebbe il rischio di ulteriori vittimizzazioni e maltrattamenti di donne e bambini. La ragione di questa posizione è che, secondo D.i.Re, la sindrome da alienazione genitoriale potrebbe essere usata “in maniera strumentale dagli autori delle violenze che fanno leva sulla minaccia di sottrarre i figli per tenere le donne sotto il loro controllo”. Infine, anche D.i.Re esprime la sua preoccupazione in merito al fatto che, per via di una diagnosi di PAS, non venga approfondita l'esistenza di violenze domestiche o violenze su minori nelle relazioni con livelli alti di conflittualità.
In risposta all'interpellanza n. 2-01706 alla Camera dei deputati in materia di "alienazione genitoriale" l'allora sottosegretario di Stato per la salute, Adelfio Elio Cardinale ha precisato che «in linea con la comunità scientifica internazionale, l'Istituto superiore di sanità non ritiene che tale costrutto abbia né sufficiente sostegno empirico da dati di ricerca, né rilevanza clinica tali da poter essere considerata una patologia e, dunque, essere inclusa tra i disturbi mentali nei manuali diagnostici.»
In risposta a un'interrogazione parlamentare al Senato, il 29 maggio 2020 il Ministro della Salute On. Roberto Speranza ha ricordato che la c.d. "sindrome" da alienazione genitoriale «non è riconosciuta come disturbo psicopatologico dalla grande maggioranza della Comunità scientifica e legale internazionale [...] in ragione della sua evidente "ascientificità" dovuta alla mancanza di dati a sostegno». Il Ministro ha altresì precisato che, secondo la migliore scienza attuale, l'alienazione genitoriale non è una "sindrome" bensì un «Disturbo del comportamento relazionale», nonché un «grave fattore di rischio evolutivo per lo sviluppo psicologico ed affettivo» del bambino; perciò le diagnosi di PAS non dovrebbero essere utilizzate nei processi e, quando ciò avviene, il Ministero della Salute ne informa l'ordine professionale di riferimento affinché si attivi per accertare eventuali violazioni della deontologia professionale.

## Legislazione e giurisprudenza
Solo in Brasile (dal 2010) esiste una legislazione specifica in tema di alienazione genitoriale.
Il Messico l'adottò in due riprese, dal 2004 al 2007 e di nuovo dal 2014 al 2017, ma in quel Paese la materia non ha più riconoscimento legale.
Qualora vi fosse un riconoscimento scientifico per questa ipotizzata sindrome le conseguenze sul piano giuridico sarebbero di fornire, anche in situazioni di nocumento per il minore, un'arma giuridica ad uno dei genitori, potendo questi invocare la PAS per giustificare il figlio che non vuole stare con lui. Quindi, ad esempio, la PAS potrebbe essere invocata dai padri maltrattanti nelle aule giudiziarie per screditare le donne che in sede di separazione richiedono protezione a favore dei figli che si rifiutano di incontrare il padre perché traumatizzati dai suoi comportamenti violenti. 

### Italia
La giurisprudenza italiana affronta i casi di affidamento familiare in cui emergono profili assimilabili al concetto di alienazione genitoriale tentando di contemperare da un lato il principio di bigenitorialità e del rispetto della vita familiare, che impongono di tutelare il rapporto tra bambino e genitore “alienato”, soprattutto in presenza di comportamenti denigratori e abusivi da parte del genitore “alienante”, e dall’altro l’esigenza di ascoltare il minore e di prendere seriamente in considerazione i suoi desideri e le sue scelte, tra cui quella di allontanarsi da un genitore con il quale il rapporto si sia irrimediabilmente deteriorato.
Riguardo alla rilevanza probatoria di consulenze, perizie e relazioni mediche al fine di stabilire una diagnosi di PAS la corte di cassazione, che in principio non ne aveva totalmente rigettato l'ammissibilità, con sentenze successive ha nettamente cambiato orientamente e le ha rigettate in quanto mancanti di fondatezza e credibilità scientifica.
Ancora, nel 2016, la cassazione decretava, che il giudice non deve basarsi su un «giudizio astratto sulla validità o invalidità scientifica della suddetta patologia [la PAS]», bensì «accertare la veridicità in fatto» dei comportamenti all’origine della crisi della relazione genitoriale, poiché «tra i requisiti di idoneità genitoriale rileva anche la capacità di preservare la continuità delle relazioni parentali con l'altro genitore».
Con propria ordinanza del 2021 la Cassazione ha ribadito detto orientamento e affermato che la PAS e la c.d. Sindrome della madre malevola (MMS), in quanto patologie non riconosciute scientificamente, sono di per sé inidonee a giustificare un provvedimento di affidamento esclusivo rafforzato a favore di un genitore, essendo invece necessari elementi ulteriori che dimostrino la mancanza di competenze genitoriali dell’altro genitore.
Più recentemente, con ordinanza del 24 marzo 2022 (c.d. Caso Massaro, adito da Laura Massaro avverso la richiesta di affidamento congiunto), la cassazione ha escluso in via definitiva la caratteristica di «scientificità» della PAS, sia in assoluto che come strumento probatorio nel processo decisorio circa l'affido dei minori di coniugi separati o divorziati; altro importante punto stabilito dala cassazione con tale sentenza è che il principio di bigenitorialità non è più ritenuto a prescindere lo strumento per perseguire il migliore interesse del bambino.
Nel ribadire, infatti, che il richiamo alla PAS «non può dirsi legittimo, costituendo il fondamento pseudoscientifico di provvedimenti gravemente incisivi sulla vita dei minori, in ordine alla decadenza dalla responsabilità genitoriale della madre», la cassazione, con tale sentenza, ha anche aggiunto che l'interesse del minore è preminente rispetto al desiderio, o all'esigenza, del genitore di vedersi riconosciuto l'affido e, quindi, il principio di bigenitorialità, laddove confligge con l'interesse del minore, soccombe.
Dal punto di vista clinico, la Società Italiana di Neuropsichiatria dell'Infanzia e dell'Adolescenza (SINPIA), nelle sue Linee guida in tema di abuso sui minori del 2007, aveva incluso la PAS tra le possibili forme di abuso psicologico, laddove invece Claudio Mencacci, ex presidente della Società Italiana di Psichiatria, aveva definito la PAS «priva di presupposti clinici, di validità e di affidabilità».

### Spagna
I magistrati del gruppo di esperti in violenza domestica e di genere del Consejo General del Poder Judicial approvarono nel 2016 una Guida pratica alla Legge organica 1/2004 (misure di protezione integrale contro la violenza di genere), nella quale si afferma che «L'utilizzo della cosiddetta Sindrome di alienazione genitoriale – o di una denominazione alternativa ma con le stesse potenziali implicazioni – per spiegare e cercare di risolvere i problemi di relazione tra genitori e figli in una situazione di crisi matrimoniale (…) è una preoccupante realtà di giorno in giorno sempre più comune». Secondo la Guida pratica, la PAS è un costrutto pseudo-scientifico, conformemente a quanto affermato anche nella sentenza 162/22016 del Tribunal Supremo e nella sentenza 399/2015 della Audiencia provincial di Malaga.

### Regno Unito
Un parere esperto commissionato dall’Official Solicitor nel 2000 si è espresso contro la possibilità di utilizzare in giudizio la teoria della sindrome da alienazione genitoriale (PAS): “Non lo consideriamo un concetto utile e riteniamo che il genere di problemi che il titolo di questo disordine sta cercando di affrontare possa essere meglio pensato come ostilità implacabile”. Il parere è stato generalmente seguito dalla Family Division della High Court, che non si richiama perciò alla teoria della sindrome da alienazione genitoriale.
A differenza della teoria della PAS, il concetto di alienazione genitoriale è correntemente utilizzato dai giudici inglesi. Infatti, la possibilità di alienazione genitoriale nei casi di separazione è ammessa dal Children and Family Court Advisory and Support Service (Cafcass) - un ente pubblico non governativo che offre supporto e consulenza al giudice minorile e di famiglia. Il Cafcass ha sviluppato un Quadro di valutazione dell’impatto sui minori (Child Impact Assessment Framework, CIAF) volto a comprendere l’esperienza personale del bambino in merito alla separazione dei genitori per aiutare i tribunali a prendere decisioni più informate riguardo all’interesse prevalente del minore. Nell’ambito di tale Quadro l’alienazione può essere specificamente identificata e valutata; una guida strutturata descrive un ventaglio di cause potenziali della resistenza e/o rifiuto di contatto e favorisce l'indagine dell'impatto sul bambino dei comportamenti degli adulti.

### Tentativi di riconoscimento politico
Come detto, la PAS non ha alcuna legittimazione scientifica; tuttavia alcune associazioni tentano di ottenere il riconoscimento politico dell'alienazione genitoriale anche se con risultati inferiori alle aspettative.
Esse hanno adottato il 25 aprile quale giorno dedicato alla sensibilizzazione ai presunti effetti dell'alienazione genitoriale (PA, in inglese Parental Alienation) sui minori e i loro genitori «alienati» (in inglese Parental Alienation Awareness Day, "Giornata della consapevolezza sull'alienazione genitoriale") su iniziativa di un'attivista canadese che nel 2005 ritenne opportuno sollevare l'attenzione su quello che giudicava un caso di alienazione genitoriale in fase di separazione.
Diverse città del Canada e Stati federati degli Stati Uniti accolsero le richieste di patrocinio della PAS e del 25 aprile come giornata di sensibilizzazione sul tema, anche se a leggere tra le righe di tali decisioni vi fu chi non mancò di far notare che, comunque, si trattava di riconoscimenti solamente politici della PAS, dal valore simbolico ma ininfluenti sulle decisioni cliniche in materia, stante il non riconoscimento medico di “sindrome” o “malattia”.
Al 2021, forme di riconoscimento del PA Awareness Day esistono solo in Canada, Stati Uniti e Bermuda.
Nel 2011 il Brasile emanò una legge istitutiva della fattispecie giuridica di “alienazione genitoriale”, riconoscendola «una forma di abuso morale» e prevedendo sanzioni per chi la metta in atto.